# ایتای تیران
ایتای تیران (عبری: איתי טיראן‎؛ زادهٔ ۲۳ مارس ۱۹۸۰) بازیگر اهل اسرائیل است.
از فیلم‌ها یا برنامه‌های تلویزیونی که وی در آن نقش داشته‌است می‌توان به اهریمن، بوفورت، لبنان و عنکبوت در تار اشاره کرد.